# NGC 156
NGC 156 là một ngôi sao đôi nằm trong chòm sao Kình Ngư. Nó được phát hiện vào năm 1882 bởi Ernst Wilhelm Leberecht Tempel.

### NGC 156
- "NED results for object NGC 0156". NASA/IPAC Extragalactic Database. NASA.
- "Revised NGC Data for NGC 156".

### NGC katalog
- Interk activni NGC Katalog trực tuyến
- Astronomska baza podataka SIMBAD
- Katron NGC na Messier45.com Lưu trữ ngày 23 tháng 9 năm 2018 tại Wayback Machine
- Dự án NGC / ICLưu trữ ngày 15 tháng 1 năm 2013 tại Wayback Machine
- NGC2000 na NASA sajtu
- NGC na Bản đồ bầu trời đêm sajtu Lưu trữ ngày 6 tháng 3 năm 2016 tại Wayback Machine